# Dwór Pruszyńskich w Bielsku-Białej
Dwór Pruszyńskich, dwór hałcnowski – klasycystyczny dwór w Hałcnowie, północno-wschodniej dzielnicy Bielska-Białej, a do 1977 r. samodzielnej wsi.
Wybudowany został pod koniec XVIII wieku przez ówczesnych właścicieli wsi, ród Pruszyńskich. Kolejnymi właścicielami dworu byli Czeczowie z Kóz, którzy w 1891 r. przekazali budynek zgromadzeniu sióstr serafitek. Po remoncie stał się pierwszym klasztorem tego zakonu w Galicji. Przy klasztorze założono sierociniec funkcjonujący do czasu II wojny światowej.
Dwór uległ poważnym zniszczeniom w trakcie ostrzału artyleryjskiego w 1945 r., po wojnie został odrestaurowany.